# Даунс (Великобритания)

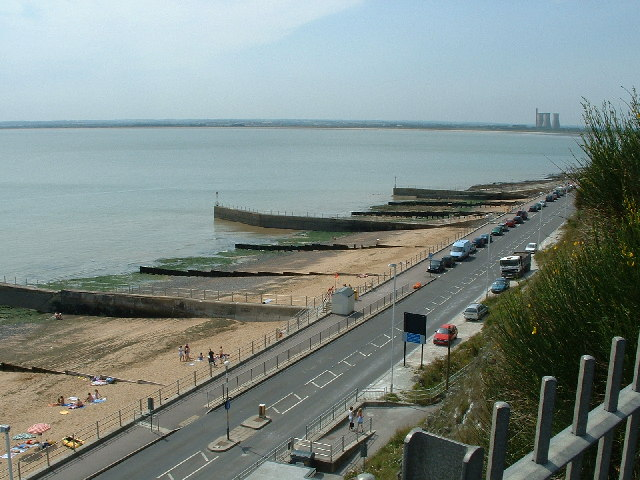
Вид на Даунс из Рамсгейта

Да́унс (англ. The Downs) — рейд и якорная стоянка на юге Северного моря у побережья Кента между Маргейтом и Дувром.
Представляет собой глубоководный канал между кентским берегом и мелью Гудвина, протяжённый с севера на юг между координатами приблизительно 51° 22' N и 51° 09' N. Наименьшая ширина — 4,8 мили. Глубины до 22 м (12 фатом). В северной части возможно заиливание и глубины меньше показанных.
Даёт хорошее укрытие от преобладающих W-SW ветров, частичное укрытие от N ветров.

## История
В эпоху паруса Даунс служил постоянной базой для военных кораблей, патрулирующих Северное море, а также точкой сбора отремонтированных или вновь построенных судов, выходивших с верфей Чатема, Вулвича, Ширнесса, Дептфорда. Для них Даунс был безопасной стоянкой во время плохой погоды, защищённой с севера и запада берегом, а с востока мелью Гудвин-Сэндз. Поскольку Даунс находится между Дувром и устьем Темзы, то им также пользовались для отстоя и торговые суда, ожидавшие восточного ветра для входа в Ла-Манш.
В 1639 году возле Даунса произошла морская битва, в которой голландский флот уничтожил испанский, искавший убежище в нейтральных английских водах. Неподалёку от Даунса также состоялись два сражения первой англо-голландской войны — Дуврское сражение и бой у мыса Дандженесс.